# Cerodontha setariae
Cerodontha setariae este o specie de muște din genul Cerodontha, familia Agromyzidae, descrisă de Spencer în anul 1959.
Este endemică în Sierra Leone. Conform Catalogue of Life specia Cerodontha setariae nu are subspecii cunoscute.